# كريس ويستون (منتج أسطوانات)
كريس ويستون (بالإنجليزية: Kris Weston)‏ هو منتج أسطوانات بريطاني، ولد في 18 سبتمبر 1968.

## وصلات خارجية
- كريس ويستون على موقع ميوزك برينز (الإنجليزية)
- كريس ويستون على موقع ميوزك برينز (الإنجليزية)
- كريس ويستون على موقع أول ميوزيك (الإنجليزية)
- كريس ويستون على موقع أول ميوزيك (الإنجليزية)
- كريس ويستون على موقع ديسكوغز (الإنجليزية)
- كريس ويستون على موقع ديسكوغز (الإنجليزية)